# 遠野遥
遠野 遥（とおの はるか、1991年8月22日 - ）は、日本の小説家。男性。神奈川県藤沢市出身、東京都在住。父はBUCK-TICKのボーカル櫻井敦司。

## 人物・経歴
藤沢市立駒寄小学校、藤沢市立大庭中学校、神奈川県立柏陽高等学校、慶應義塾大学法学部法律学科卒業。
2019年に「改良」で第56回文藝賞を受賞しデビュー。2020年に「破局」で第163回芥川龍之介賞受賞。平成生まれとしては初の芥川賞受賞者となった。2021年に「教育」で第43回野間文芸新人賞候補となる。
小説は大学進学後に書き始めた。国内外の名作を片っ端から読み、「一番しっくりきた」と感じた夏目漱石の文体を手本としてジャンルを問わずに執筆を重ね、新人賞に応募し続けたという。作風としては平易な文章を意識しており、修飾語の使用を極力抑えている。これは遠野自身が簡潔な文体を好むことや、読み手が想像力を働かせる余地を限定したくないためだと述べている。
幼少時に両親が離婚し、母親の元で育った。芥川賞受賞後に実父が櫻井であることを公表し、文芸誌の企画で対談している。

## 作品リスト

### 単行本
- 『改良』（河出書房新社、2019年11月 ISBN 978-4-309-02846-0 / 河出文庫、2022年1月 ISBN 978-4-309-41862-9）
  - 初出:『文藝』2019年冬季号
- 『破局』（河出書房新社、2020年7月 ISBN 978-4-309-02905-4 / 河出文庫、2022年12月号 ISBN 978-4-309-41934-3）
  - 初出:『文藝』2020年夏季号
- 『教育』（河出書房新社、2022年1月 ISBN 978-4-309-03014-2）
  - 初出:『文藝』2021年秋季号
- 『浮遊』（河出書房新社、2023年1月 ISBN 978-4-309-03089-0）
  - 初出:『文藝』2022年秋季号

### 単行本未収録作品
小説
- 「AU」 - 『文藝』2024年夏季号
- 「関係」 - 『文學界』2024年11月号
- 「吸血鬼」 - 『すばる』2025年5月号 − 8月号

エッセイ
- 「手」 - 『文學界』2020年3月号
  - 『ベスト・エッセイ2021』（日本文藝家協会編、光村図書、2021年8月）に採録された。
- 「記憶」 - 『群像』2020年6月号
- 「新しい遊び方」 - 『すばる』2020年7月号
- 「奇妙な風習」 - 『毎日新聞』2020年8月
- 「路上で目覚めた月夜の話 から始まった」 - 『朝日新聞』2020年8月
- 「ポケモン探しの延長で」 - 『北海道新聞』『東京新聞』『西日本新聞』2020年8月
- 「どんな経験でも小説になる」 - 「共同通信」2020年8月
- 「円滑なインタビューのために」 - 『産経新聞』2020年8月
- 「規則正しい生活」 - 『文學界』2020年9月号
- 「読書日録」 - 『すばる』2020年10月号 - 12月号
- 「酒を飲みながら本を読みたいと思ったことは一度もない」 - 『dancyu』2021年7月号
- 「UFOキャッチャー」 - 『文藝春秋』2022年6月号
- 「日日是好日」 - 『すばる』2023年4月号 - 6月号
- 「銀座」 - 『銀座百点』2024年8月号
- 「好きな十二鬼月は上弦の陸」 - 『新潮』2024年11月号
- 「遠野遥の外出記録」 - 『MEN'S NON-NO』2025年3月号から連載。6月号をもって現在休載中